# Johannes Petrus Hasebroek

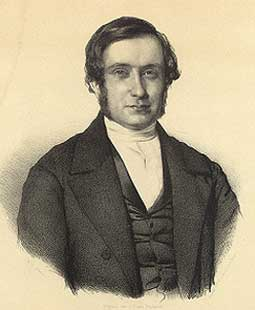
Hasebroek op een prent van A.J. Ehnle/P. Blommers, ca. 1850.

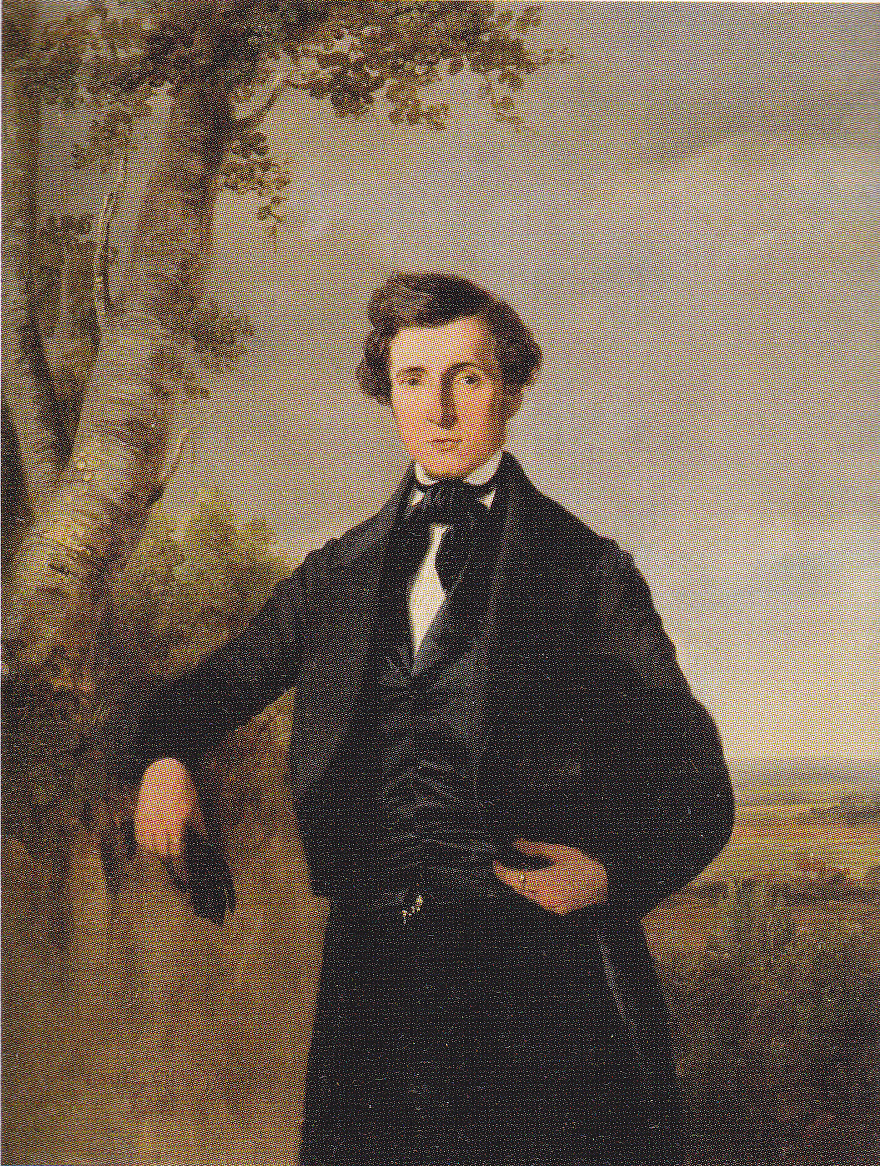
Hasebroek
(portret door Louis Chantal)

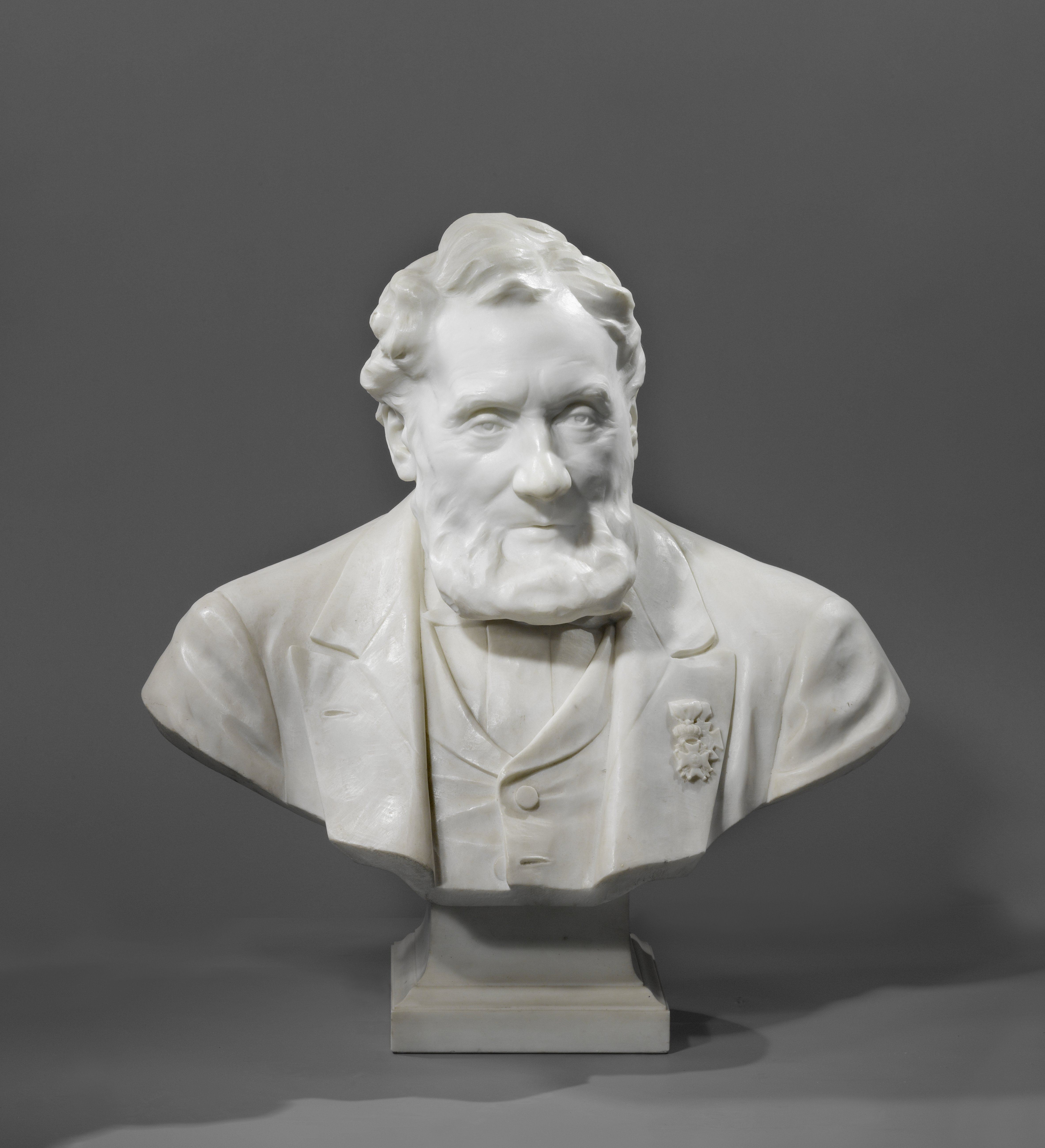
Buste van Hasebroek door Johan Keller, collectie Rijksmuseum Amsterdam

Johannes Petrus Hasebroek (Leiden, 6 november 1812 – Amsterdam, 29 maart 1896) was een Nederlandse schrijver, dichter en predikant. Hij was ook bekend onder het pseudoniem Jonathan.

## Biografie
Hasebroek was een typische 19de-eeuwse schrijver, die zowel boeken publiceerde als preekte, net als zijn twee vrienden Nicolaas Beets en Jan Jakob Lodewijk ten Kate. Met enkele anderen werden zij de dominee-dichters genoemd, tegen wier moralistische gedichten de Tachtigers protesteerden.
Hij werd geboren in Leiden als een van de negen kinderen van apotheker Johannes Hasebroek (1778 - 1857) en Maria Theresia Kleyn (1788? - 1865). De schrijfster Elisabeth Hasebroek was zijn oudste zuster. Hij bezocht in Leiden het Stedelijk Gymnasium en studeerde er theologie aan de Rijksuniversiteit. Zijn studie werd onderbroken door deelneming aan de Tiendaagse veldtocht in 1831 met de Vrijwillige Jagers der Leijdsche Hoogeschool. In oktober 1836 werd hij predikant in het 'witte kerkje' in Heiloo, in 1843 te Breda, in 1852 te Middelburg en uiteindelijk op 12 november 1851 te Amsterdam. In 1883 werd hij emeritus.

## Werk

### Eigen werk
- Poezij. Haarlem, 1836
- Waarheid en droomen, door Jonathan. Haarlem, 1840. (12e druk 1905, "Verbeterde druk" 1950)
- De navolging van Christus van Thomas à Kempis (naar het Latijn). Amsterdam, 1844
- Windekelken, gedichten. Amsterdam, 1859
- Studiën en schetsen. Amsterdam, 1860
- Op de bergen, 2 dln., Amsterdam, 1861
- Nieuwe windekelken, gedichten, Amsterdam, 1864
- De laatste kerkklokstoon. Eene stem uit Nederland bij het graf van Friedrich Strauss. Amsterdam, 1864
- Uit den vreemde, Amsterdam, 1868
- Dicht en ondicht, 2 dln., Amsterdam, 1874
- Sneeuwklokjes, poëzy. Amst. 1878
- Winterbloemen, poëzy. Amsterdam, 1879
- Leer bidden. Amsterdam, 1881
- Na vijftig jaren. Een dichterlijk klaverblad, ter herinnering aan 1830 en 1831. Amsterdam, 1881
- Thomas-kalender. Spreuken voor elken dag des jaars uit Thomas a Kempis Imitatio Christi. Amsterdam, 1881
- Een nieuwe kerk in een nieuwe buurt. Amsterdam, 1882
- Gedachtenis. Laatste leerredenen. Amsterdam, 1884
- De Alpenhorens. Een wekstem uit Davos. Amsterdam, 1885

### Vertaald
- Thomas a Kempis De navolging van Christus, Amst. 1885, en gaf nog: Vesper. Poëzie in den avond des levens, met portr., Amsterdam, 1887, Hesperiden. Nieuwe poëzy aan den avond des levens. Amsterdam, 1888
- Novissima Verba. Twaalftal leerredenen ten afscheid. Amsterdam, 1889. In de Levensberichten van Lett. gaf hij dat van zijn vriend W.R. Veder.

### Uitgegeven
- Kerkklokstoonen van Fr. Strauss ; op nieuw uitg. en aanbevolen door Jonathan. 3 delen. Haarlem, 1842. (Diverse herdr., o.a. 6e dr., Haarlem, 1896)
- De kompleete dichtwerken van Da Costa, Arnh. 1869-'72
- Verder: leerredenen in bundels, theol. geschriften, vert., brochures en bijdragen in tijdschriften en jaarboekjes

## Wetenswaardigheid
- Het Rijksmuseum te Amsterdam heeft een borstbeeld van Hasebroek, van de hand van Johan Keller (1863-1944), een Haagse beeldhouwer.